# Andulo
Andulo es un municipio de la provincia de Bié en Angola. En julio de 2018 tenía una población estimada de 293 547 habitantes.
Se encuentra ubicado en el centro del país, sobre la meseta de Bié y cerca del curso alto del río Cuanza.